# Parafia św. Józefa w Ruszkowie
Parafia świętego Józefa w Ruszkowie – parafia rzymskokatolicka znajdująca się w archidiecezji warmińskiej, w dekanacie Grunwald.